# Пастина (Асколи Пичено)
Пастина (итал. Pastina) насеље је у Италији у округу Асколи Пичено, региону Марке.
Према процени из 2011. у насељу је живело 18 становника. Насеље се налази на надморској висини од 752 м.